# Antoni Radomski
Antoni Mateusz Radomski (ur. ok. 1817, zm. 23 sierpnia 1871 w Sanoku) – polski urzędnik.

## Życiorys
Antoni Mateusz Radomski urodził się około 1817. Był synem Mateusza. Pochodził z Brzozowa. Posiadał pochodzenie szlacheckie. Został zarządcą majętności. Zamieszkiwał w Boberce.
Jako mandatariusz z Nowosielec w lutym 1846 uczestniczył na ziemi sanockiej w przygotowaniach konspiracyjnych celem wzniecenia walk w ramach powstania krakowskiego, przygotowanego na 21/22 lutego 1846, po czym znalazł się na przygotowanej przez cyrkuł sanocki liście uczestników konspiracji. Uczestnicy konspiracji byli więzieni w Sanoku (śledztwo prowadził przybyły ze Lwowa radca Leonidas Janowicz, osławiony bezpardonowym traktowaniem osadzonych i ich krewnych, którego odwołał mianowany komendantem Sanoka pułkownik Leopold Kolowrath-Krakowsky, ówczesny komendant 3 pułku huzarów z Sáros-Patak). Latem 1846 rozpoczęto przewożenie więźniów do Lwowa. Antoni Radomski został skazany na karę 12 lat ciężkiego więzienia. Wraz z innymi skazanymi uczestnikami sprzysiężenia na Sanocczyźnie został wywieziony na Hradczy Kopiec (Spielberg), osadzony tam 1 lipca 1847, po czym 24 marca 1848 został zwolniony na mocy amnestii, którą objęto konspiratorów. Polacy, na czele z Julianem Goslarem, odjeżdżający z dworca kolejowego w pobliskim Brnie byli żegnani entuzjastycznie przez Czechów.
Od około 1856 był pisarzem gminnym (tj. sekretarzem) w urzędzie gminy miejskiej w Brzozowie. Następnie, od około 1857 był pisarzem gminnym w urzędzie gminy miejskiej w Sanoku, zaś od około 1861 był jednocześnie kasjerem miejskim. Od około 1867 do końca życia był wyłącznie kasjerem miejskim w urzędzie gminy miejskiej w Sanoku (od około 1869 określanym jako urząd miejski tj. magistrat miasta Sanoka). Po ustanowieniu autonomii galicyjskiej w 1867 i wyborze rady miejskiej w Sanoku został wybrany sekretarzem. 
Zmarł 23 sierpnia 1871 w Sanoku w wieku 54 lat. Został pochowany na cmentarzu w Sanoku w pogrzebie odprawionym przez ks. proboszcza Franciszka Salezego Czaszyńskiego 25 sierpnia 1871.
Przez 28 lat był żonaty z Anną z domu Terlecką (ur. prawd. 1825, zm. 7 kwietnia 1907 w Sanoku w wieku ok. 80 lat; jej nagrobek został uznany za obiekt zabytkowy na cmentarzu w Sanoku). Udało ustalić się ośmioro ich dzieci: Honoratę (ur. ok. 1845, do końca życia w stanie wolnym, zm. 10 maja 1923 w Sanoku w wieku 78 lat), Bronisławę (ur. ok. 1848, do końca życia w stanie wolnym, zm. 28 grudnia 1874), Marię (ur. ok. 1854, do końca życia w stanie wolnym, zm. 8 kwietnia 1921), Helenę (ur. ok. 1856, do końca życia w stanie wolnym, zm. 8 lutego 1926 w Sanoku w wieku 72 lat), Ludmiłę (ur. ok. 1857, do końca życia w stanie wolnym, zm. 8 maja 1911 w Sanoku w wieku 53 lat), Adama (ur. ok. 1860, zm. 1869), Władysławę Marię wzgl. Marię Władysławę (ur. 1862, do końca życia w stanie wolnym, zm. 14 sierpnia 1911 w Sanoku w wieku 47 lat), Feliksa Jana Nepomucena (1865-1929, aptekarz w Nowym Sączu). W latach 60. mieszkał z rodziną w Sanoku w domu pod numerem konskrypcyjnym 283, do końca życia zamieszkiwał w Sanoku w domu pod numerem 11, zaś w połowie lat 70. dom Radomskich był pod numerem 12. W późniejszych latach jego żona i córki mieszkały w Sanoku w domu nr 226.